# Cladia fuliginosa
Cladia fuliginosa är en lavart som beskrevs av Filson. Cladia fuliginosa ingår i släktet Cladia och familjen Cladoniaceae.   Inga underarter finns listade i Catalogue of Life.